# 케이 홀
케이 마리 홀(Kaye Marie Hall, 1951년 5월 15일 ~ )은 전 미국의 수영 선수로 올림픽 2관왕이자 2개의 종목에서 전 세계 기록 보유자이다.
워싱턴주 터코마에서 태어나 우드로 윌슨 고등학교에서 수학하였다. 그녀는 코치 딕 하눌라와 함께 터코마 수영 클럽에서 훈련하였다. 홀은 위니펙에서 열린 1967년 팬아메리칸 게임에서 국제 데뷔를 하여 100m 배영에서 캐나다의 일레인 태너에 밀려 은메달을 땄다. 그해 12월 그녀는 1분 아래 100 야드 배영을 헤엄치는 데 첫 여성 선수가 되었다.

## 어린 시절
터코마에서 홀은 자신의 자매와 YWCA에 있었고, 그녀의 형제들은 YMCA에서 모두 수영 레슨을 받았다. 이 시간 동안에 YWCA는 YMCA와 달리 수영 레슨들에서 약간의 수준들 만을 가졌다. 8세의 나이로 홀은 자신이 YWCA 레슨들을 위하여 너무 좋았던 이유로 소년들과 높은 수준의 수영 레슨들에 놓였다. 이때만 해도 여성을 위한 고등학교 혹은 대학 수영 팀들, 타이틀 IX가 없었다. 8세 때부터 홀은 높은 수준의 수영장들에서 소년들과 수영하였다. 하지만 그녀는 터코마 수영 클럽 같은 타운 클럽들에서만 헤엄칠 수 있었다. 이 클럽에서 홀은 캐나다로 여행을 가 밴쿠버와 오션폴스에서 열린 대회들에 나갔다. 이때 홀은 자신의 일생 수영 경력 라이벌 일레인 태너를 만났다.

## 1968년 올림픽
17세의 나이로 그녀는 1968년 멕시코시티 올림픽에서 2개의 금메달과 1개의 동메달을 획득하였다. 그녀는 400m 혼계영에서 우승한 미국 팀의 일원으로서 자신의 첫 금메달을
땄다. 선두 배영 주자로 헤엄친 그녀는 동료 선수들 케이티 볼(평영), 엘리 대니얼(접영)과 수전 페더슨(자유형)과 함께 올림픽 신기록 4분 28.3초를 세웠다. 개인적으로 100m 배영에서 그녀는 2번째 금메달을 수집하여 1분 06.2초의 세계 신기록을 세우고 캐나다의 일레인 태너에 1초의 반을 앞섰다. 200m 배영에서 그녀는 동료 선수 포키 왓슨(2분 24.8초)과 태너(2분 27.40초)에 밀려 동메달을 추가하였다.

## 후반의 생애
올림픽 이후, 그녀는 퓨젯 사운드 대학교에서 수학하며 하눌라 코치와 함께 터코마 수영 클럽을 위하여 지속적으로 활약하였다. 이탈리아 토리노에서 열린 1970년 하계 유니버시아드에서 그녀는 100m 배영, 400m 자유형 계주와 400m 혼계영을 우승하였다. 그해에 그녀는 수영으로부터 은퇴하였다.
1979년 홀은 명예 수영 선수로서 국제 수영 명예의 전당에 헌액되었다. 그녀는 또한 퓨젯 사운드 대학교 애슬레틱 명예의 전당과 워싱턴주 스포츠 명예의 전당의 일원이기도 하다.
현재 홀은 시애틀의 외곽 뮤킬테오에서 미술 교사로 있다.

## 같이 보기
- 올림픽 수영 여자 메달리스트 목록
- 수영 배영 100m 세계 기록 추이
- 수영 혼계영 400m 세계 기록 추이